# أفانت براوسر
أفانت براوسار (بالإنجليزية: Avant Browser) هو برنامج مجاني مشهور. يجمع بين محرك تصميم تريدينت الموجود بنظام ويندوز، مع واجهة مستخدم مصممة لتكون أكثر مرونة وأناقة من واجهة إنترنت إكسبلورر. يعمل البرنامج على نظام تشغيل ويندوز2000 والإصدارات الأعلى، والتي من ضمنها ويندوز7. يشترط لعمل البرنامج تثبيت إنترنت إكسبورر 6 أو 7 على نظام التشغيل.
أفانت براوسر متاح في 41 لغة.